# Belval-en-Argonne
Belval-en-Argonne är en kommun i departementet Marne i regionen Grand Est (tidigare regionen Champagne-Ardenne) i nordöstra Frankrike. Kommunen ligger i kantonen Givry-en-Argonne som tillhör arrondissementet Sainte-Menehould. År 2022 hade Belval-en-Argonne 44 invånare.

## Befolkningsutveckling
Antalet invånare i kommunen Belval-en-Argonne
| Referens: INSEE |